# Сельское поселение «Елизаветинское» (Забайкальский край)
Се́льское поселе́ние «Елизаветинское» — муниципальное образование в Читинском районе Забайкальского края Российской Федерации.
Административный центр — село Елизаветино.

## История
Статус и границы сельского поселения установлены Законом Читинской области от 19 мая 2004 года «Об установлении границ, наименований вновь образованных муниципальных образований и наделении их статусом сельского, городского поселения в Читинской области»

## Население
| 2010  | 2011  | 2012  | 2013  | 2014  | 2015  | 2016  |
| ----- | ----- | ----- | ----- | ----- | ----- | ----- |
| 1253  | ↗1261 | ↘1250 | ↘1237 | ↘1223 | ↘1204 | ↘1198 |
| 2017  | 2018  | 2019  | 2020  | 2021  |       |       |
| ↘1159 | ↘1128 | ↘1115 | ↘1104 | ↘859  |       |       |

## Состав сельского поселения
| № | Населённый пункт       | Тип населённого пункта       | Население |
| - | ---------------------- | ---------------------------- | --------- |
| 1 | Верх-Нарым             | село                         | ↘318      |
| 2 | Елизаветино            | село, административный центр | ↘731      |
| 3 | Лесоучасток Верх-Нарым | населённый пункт             | ↗45       |